# Timm Schneider
Timm Schneider (* 15. Juni 1988 in Gießen) ist ein ehemaliger deutscher Handballspieler. Der Rechtshänder spielte in der Bundesliga im linken Rückraum.

## Karriere
Seine Karriere begann Schneider bei der HSG Pohlheim. Die HSG Wetzlar verpflichtete ihn zum 1. Juli 2007. In der Saison 2007/08 kam er zu 10 Bundesligaeinsätzen, sein Vertrag mit der HSG Wetzlar lief bis Juni 2011. Zunächst erhielt er ein Zweitspielrecht beim Zweitligisten TV Hüttenberg. Im Januar 2011 wechselte er gänzlich nach Hüttenberg und stieg 2011 in die Bundesliga auf. Im Dezember 2011 gab Schneider bekannt, nach der Saison 2011/12 zum TBV Lemgo zu wechseln. Ab Sommer 2015 stand er beim Erstligisten MT Melsungen unter Vertrag. Ab dem Sommer 2020 lief Schneider für den VfL Gummersbach auf, mit dem ihm in der Saison 2021/22 als Zweitligameister der Aufstieg in die 1. Bundesliga gelang. Im Sommer 2022 kehrte Schneider zum TV Hüttenberg zurück. Nach der Saison 2022/23 beendete er seine aktive Karriere und übernahm beim TV Hüttenberg die Geschäftsführung.
Timm Schneider wurde 2013 und 2014 mehrfach in eine Deutsche B-Nationalmannschaft berufen. Er stand im vorläufigen Aufgebot der Deutschen A-Nationalmannschaft für die Play-off-Spiele zur Weltmeisterschaft 2015 im Juni 2014 gegen Polen und debütierte am 29. Oktober 2014 im Spiel gegen Finnland in der Gummersbacher Schwalbe-Arena. Wenige Tage später bestritt er sein zweites und zugleich letztes Länderspiel für Deutschland.

## Bundesligabilanz
| Saison    | Verein          | Spielklasse   | Spiele | Tore | 7-Meter | Feldtore |
| --------- | --------------- | ------------- | ------ | ---- | ------- | -------- |
| 2007/08   | HSG Wetzlar     | Bundesliga    | 12     | 9    | 0       | 9        |
| 2008/09   | HSG Wetzlar     | Bundesliga    | 7      | 3    | 0       | 3        |
| 2009/10   | HSG Wetzlar     | Bundesliga    | 25     | 11   | 0       | 11       |
| 2010/11   | HSG Wetzlar     | Bundesliga    | 15     | 4    | 0       | 4        |
| 2011/12   | TV Hüttenberg   | Bundesliga    | 32     | 174  | 58      | 116      |
| 2012/13   | TBV Lemgo       | Bundesliga    | 28     | 81   | 23      | 58       |
| 2013/14   | TBV Lemgo       | Bundesliga    | 30     | 126  | 13      | 113      |
| 2014/15   | TBV Lemgo       | Bundesliga    | 31     | 103  | 2       | 101      |
| 2015/16   | MT Melsungen    | Bundesliga    | 32     | 66   | 0       | 66       |
| 2016/17   | MT Melsungen    | Bundesliga    | 34     | 63   | 0       | 63       |
| 2017/18   | MT Melsungen    | Bundesliga    | 30     | 45   | 0       | 45       |
| 2018/19   | MT Melsungen    | Bundesliga    | 23     | 25   | 0       | 25       |
| 2019/20   | MT Melsungen    | Bundesliga    | 25     | 23   | 0       | 23       |
| 2020/21   | VfL Gummersbach | 2. Bundesliga | 35     | 92   | 0       | 92       |
| 2021/22   | VfL Gummersbach | 2. Bundesliga | 33     | 39   | 0       | 39       |
| 2022/23   | TV Hüttenberg   | 2. Bundesliga | 28     | 90   | 5       | 85       |
| 2007–2020 | gesamt          | Bundesliga    | 324    | 733  | 97      | 636      |
| 2020–2023 | gesamt          | 2. Bundesliga | 96     | 221  | 5       | 216      |